# Mercedes-Benz W165
Mercedes-Benz W165 är en tävlingsbil, tillverkad av den tyska biltillverkaren Mercedes-Benz 1939.

## Bakgrund
När de tyska silverpilarna härskade oinskränkt över trettiotalets Grand Prix racing, valde flera av de övriga deltagarna, som Alfa Romeo, Maserati och MG, att fokusera på den mindre voiturette-klassen. Här körde man med mindre 1,5-litersmotorer.
Hösten 1938 gick det rykten att internationella bilsportförbundet planerade för att 1940-talets Grand Prix-tävlingar skulle köras med voiturettebilar, allt för att öka konkurrensen. När nyheten kom att populära Tripolis Grand Prix, i den italienska kolonin Libyen, skulle köras med voituretter 1939, för att förhindra att tyskarna återigen slog de italienska tillverkarna, bestämde Mercedes-Benz att man skulle ta fram en 1,5-litersbil.

## Utveckling
Den nya tävlingsbilen togs fram på rekordtid. För att spara tid och resurser användes så många delar som möjligt från trelitersbilen W154. Motorn var dock helt ny, med åtta cylindrar i V-form. Men en enkel Roots-kompressor gav motorn 254 hk, starkare än de italienska konkurrenterna.

## Tekniska data
| Tekniska data               | W165                                                              |
| --------------------------- | ----------------------------------------------------------------- |
| Motor:                      | Frontmonterad 8-cylindrig V-motor                                 |
| Cylindervolym:              | 1492 cm³                                                          |
| Borrning x slaglängd:       | 64 x 58 mm                                                        |
| Max effekt vid varvtal:     | 254 hk vid 8 250 v/min                                            |
| Max vridmoment vid varvtal: | 245 Nm vid 6 500 v/min                                            |
| Ventilstyrning:             | 2 överliggande kamaxlar per cylinderrad, 4 ventiler per cylinder  |
| Överladdning:               | Roots-kompressor                                                  |
| Växellåda:                  | 5-växlad manuell                                                  |
| Hjulupphängning fram:       | Dubbla tvärlänkar, skruvfjädrar, hydrauliska stötdämpare          |
| Hjulupphängning bak:        | De Dion-axel, längsgående torsionsstavar, hydrauliska stötdämpare |
| Bromsar:                    | Hydrauliska trumbromsar                                           |
| Chassi & kaross:            | Kryssformad ovalrörsram med aluminiumkaross                       |
| Hjulbas:                    | 245 cm                                                            |
| Torrvikt:                   | Ca 715 kg                                                         |

## Tävlingsresultat
Trots ett till synes omöjligt tidsschema skickade Mercedes-Benz två bilar till tävlingen i Tripoli i början av maj säsongen 1939. Den andra bilen fick monteras ombord på båten under färden över Medelhavet.
Väl på plats överträffade bilen alla förväntningar, då Hermann Lang vann tävlingen, med stallkamraten Rudolf Caracciola på andra plats. Bilen gjorde bara detta enda framträdande under säsongen och av planerna för 1940-talets Grand Prix-tävlingar blev intet, då världen var upptagen med annat.